# طوماش كراوس
طوماش كراوس (بالتشيكية: Tomáš Kraus)‏ هو متزحلق جبال الألب تشيكي، ولد في 3 مارس 1974 في ديتشين في التشيك.

## وصلات خارجية
- طوماش كراوس على موقع الاتحاد الدولي للتزلج (التزلج على المنحدرات الثلجية) (الإنجليزية)
- طوماش كراوس على موقع الاتحاد الدولي للتزلج (التزلج الحر) (الإنجليزية)
- طوماش كراوس على موقع أوليمبيديا (الإنجليزية)
- طوماش كراوس على موقع اللجنة الأولمبية التشيكية (التشيكية)